# چربی پشم

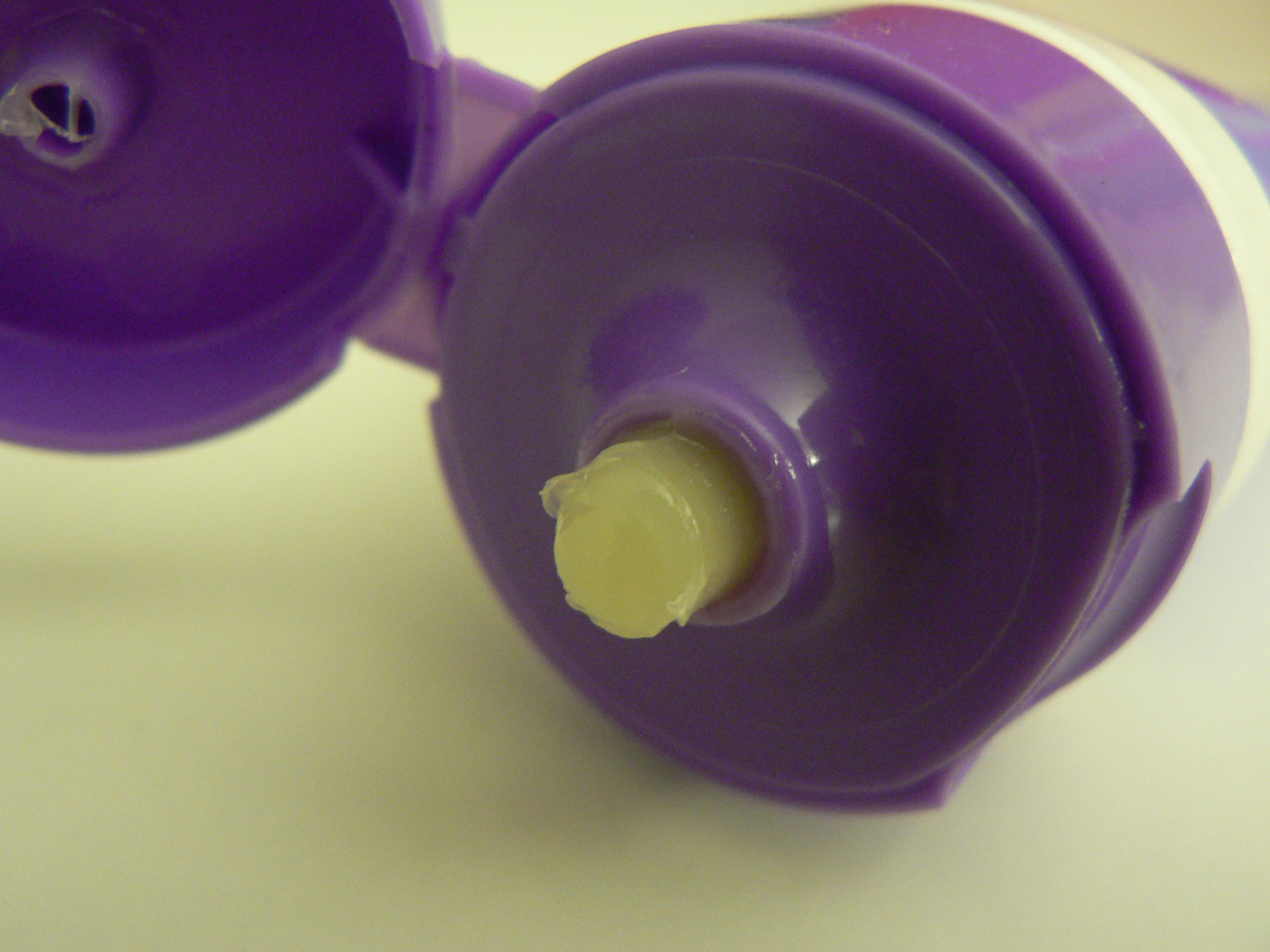
پماد لانولین

چربی پشم یا لانولین (نام تجاری: اکتیول) موم زرد رنگی می‌باشد که از غدد چربی پشم حیوانات گرفته می‌شود. بیشتر لانولین‌های مورد استفاده انسان از پشم گوسفند تهیه می‌شود. لانولین غالباً به اشتباه و برای بیش از ۱۵۰ سال در فارماکوپه‌ها چربی پنداشته می‌شد در حالی که فاقد گلیسرید و در حقیقت از موم‌ها است. این موم از طریق فشردن پشم گوسفند در میان یک غلتک تهیه می‌شود. تمام یا بیشتر لانولین در زمان تهیه نخ، نمد و پارچه از پشم جدا می‌شود.
نقش طبیعی لانولین در پشم برای حفاظت از آن و پوست جاندار در برابر نابسامانی‌های آب و هوا و محیط زیست است. همچنین به نظر می‌رسد این ماده نقشی در دستگاه پوششی بهداشتی بدن حیوان دارد. لانولین و بسیاری از مشتقات آن به عنوان ماده بهداشتی برای درمان و زیبایی پوست انسان استفاده می‌شود. 

## کاربردهای لانولین
از لانولین به عنوان یک نرم کننده ، لوازم آرایشی و دارویی مورد استفاده می‌شود. کد ملی قوانین فدرال آمریکا بیان می‌کند که لانولین در محدوده غلظت ۱۲-۵۰٪ ممکن است در پماد ضدپلاسم استفاده شود.
لانولین در حفاظت، درمان، و افزایش زیبایی پوست انسان استفاده می‌شود. خواص آب‌گریزی آن می‌تواند به محافظت از پوست در مقابل عفونت‌ها و یا تحریک پوست کمک کند.
لانولین به عنوان یک ماده فعال در بیشتر محصولات موضعی مانند پماد، روان‌کننده‌ها، لوسیون‌ها و لوازم آرایشی صورت استفاده می‌شود. لانولین نیز اغلب در داروهای درمانی پوست جهت محافظت پوست و همچنین زخم و عفونت نوک سینه و سینه درد در مادران شیرده استفاده می‌شود.
از این محصول برای کمک به درمان سوختگی‌های پوست ناشی از تابش خورشید استفاده می‌کنند.
این ماده به عنوان یک مرطوب‌کننده برای درمان و پیشگیری از خشکی و خشن بودن پوست، خارش  و تحریکات جزئی پوست (مانند  سوختگی پوست از پرتودرمانی) استفاده می‌شود.

می‌توان گفت این ماده کمک می‌کند تا سلول‌های مرده‌ی پوست سقوط کنند و به پوست کمک می‌کند تا آب بیشتری داشته باشد و پوست را نرم و نرم‌تر می‌کند.